# KNVB Beker 1903/04
De KNVB Beker 1903/04 was de zesde editie van dit voetbaltoernooi.
De Koninklijke HFC stond voor het eerst in de finale en werd de zesde bekerwinnaar door titelhouder HVV (Den Haag) in de finale met 3-1 te verslaan. HVV was de tweede club na HBS Den Haag die voor de derde keer in de finale aantrad, in 1899 was HBS de verliezend finalist in de eerste editie.

## Eerste ronde
| Datum           | Thuis                   | Uitslag(en) | Uit                      |
| --------------- | ----------------------- | ----------- | ------------------------ |
| 1 november 1903 | Swift (Amsterdam)       | 7-1         | Vitesse (Arnhem) 2       |
| 1 november 1903 | HVV                     | 20-0        | BFC (Bussum)             |
| 1 november 1903 | Fortuna (Rotterdam)     | 1-3         | Volharding (Amsterdam) 2 |
| 1 november 1903 | HFC                     | 7-1         | Vitesse (Arnhem)         |
| 1 november 1903 | D.F.C.                  | 4-3         | Quick (Den Haag)         |
| 1 november 1903 | HBS 2                   | 9-3         | UD                       |
| 1 november 1903 | Mercurius               | 2-4         | Celeritas (Rotterdam)    |
| 1 november 1903 | Frisia                  | 5-0*        | Olympia (Middelburg)     |
| 1 november 1903 | Quick (Kampen)          | 5-0         | Neptunus                 |
| 1 november 1903 | Quick (Amsterdam) 2     | 1-11        | Haarlem 2                |
| 1 november 1903 | De Tubanters            | 4-2         | Quick (Amsterdam)        |
| 1 november 1903 | RAP 2                   | 0-3         | DVS                      |
| 1 november 1903 | Rapiditas (Rotterdam) 2 | 5-0**       | NOAD (Breda)             |
| 1 november 1903 | Rapiditas (Rotterdam)   | 8-1         | EDO (Amsterdam)          |
| 1 november 1903 | VVV (Amsterdam)         | 5-1         | Saturnus (Rotterdam) 2   |
| 1 november 1903 | Wilhelmina (Den Bosch)  | 3-4         | Go Ahead (Wageningen)    |
| 1 november 1903 | Velocitas (Breda)       | 8-0         | PW                       |
| 1 november 1903 | Leonidas (Amsterdam)    | 0-3         | Vooruitgang (Amsterdam)  |
| 8 november 1903 | Achilles (Rotterdam)    | 6-0         | Volharding (Rotterdam)   |
| 8 november 1903 | Sparta (Rotterdam)      | 8-0         | AVV (Amsterdam)          |
| 8 november 1903 | Haarlem                 | 8-1         | Swift (bis) (Amsterdam)  |
| 8 november 1903 | RAP                     | 8-0         | HVV 2                    |
| 8 november 1903 | Saturnus (Rotterdam)    | 0-5         | Olympia (Rotterdam)      |
| 8 november 1903 | Hercules (Utrecht)      | 1-2         | Concordia (Delft)        |
| 8 november 1903 | Volharding (Amsterdam)  | 0-5         | HBS                      |
| 8 november 1903 | Steeds Voorwaarts       | 1-8         | HFC 2                    |

* reglementair. Olympia trekt zich terug.
** Oorspronkelijk 3-4. Reglementair wegens niet-gerechtigde speler NOAD.

## Tussenronde
| Datum            | Thuis                   | Uitslag(en) | Uit                      | Speelstad              |
| ---------------- | ----------------------- | ----------- | ------------------------ | ---------------------- |
| 6 december 1903  | VVV (Amsterdam)         | 0-25        | HFC                      | Heemstede, terrein HFC |
| 13 december 1903 | Achilles (Rotterdam)    | 1-4         | HBS                      |                        |
| 13 december 1903 | Vooruitgang (Amsterdam) | 1-5         | Haarlem                  |                        |
| 13 december 1903 | Celeritas (Rotterdam)   | 1-3         | D.F.C.                   |                        |
| 13 december 1903 | Rapiditas (Rotterdam) 2 | 1-7         | Olympia (Rotterdam)      |                        |
| 13 december 1903 | Swift (Amsterdam)       | 5-2         | De Tubanters             |                        |
| 13 december 1903 | Frisia                  | 1-7         | Velocitas (Breda)        |                        |
| 13 december 1903 | RAP                     | 5-0         | Rapiditas (Rotterdam)    |                        |
| 13 december 1903 | DVS                     | 9-0         | Volharding (Amsterdam) 2 |                        |
| 13 december 1903 | Sparta (Rotterdam)      | 4-3 nv*     | HBS 2                    |                        |
| 7 februari 1904  | Sparta (Rotterdam)      | 9-0         | HBS 2                    |                        |

* na protest HBS 2 ongeldig verklaard.

## Tweede ronde
| Datum            | Thuis                 | Uitslag(en) | Uit               |
| ---------------- | --------------------- | ----------- | ----------------- |
| 7 februari 1904  | HFC 2                 | 5-2         | Quick (Kampen)    |
| 7 februari 1904  | HBS                   | 3-4         | HVV               |
| 7 februari 1904  | Olympia (Rotterdam)   | 3-1         | Concordia (Delft) |
| 7 februari 1904  | Velocitas (Breda)     | 9-0         | DVS               |
| 7 februari 1904  | Go Ahead (Wageningen) | 1-4         | Haarlem           |
| 14 februari 1904 | HFC                   | 7-0         | Haarlem 2         |
| 14 februari 1904 | Swift (Amsterdam)     | 5-1         | RAP               |
| 21 februari 1904 | Sparta (Rotterdam)    | 1-2         | D.F.C.            |

## Derde ronde
| Datum         | Thuis               | Uitslag(en) | Uit     |
| ------------- | ------------------- | ----------- | ------- |
| 6 maart 1904  | Olympia (Rotterdam) | 0-7         | D.F.C.  |
| 6 maart 1904  | Velocitas (Breda)   | 8-3         | HFC 2   |
| 6 maart 1904  | HVV                 | 6-1         | Haarlem |
| 20 maart 1904 | Swift (Amsterdam)   | 1-10        | HFC     |

## Vierde ronde
| Datum         | Thuis | Uitslag(en) | Uit               | Speelstad             |
| ------------- | ----- | ----------- | ----------------- | --------------------- |
| 17 april 1904 | HVV   | 6-2         | D.F.C.            | Den Haag, terrein HVV |
| 24 april 1904 | HFC   | 4-3         | Velocitas (Breda) | Den Haag, terrein HBS |

## Finale
| Datum       | Winnaar             | #beker | Uitslag | Finalist         | Speelstad             |
| ----------- | ------------------- | ------ | ------- | ---------------- | --------------------- |
| 12 mei 1904 | Koninklijke HFC (1) | 1      | 3-1     | HVV Den Haag (3) | Den Haag, terrein HVV |